# Catastro (impuesto)

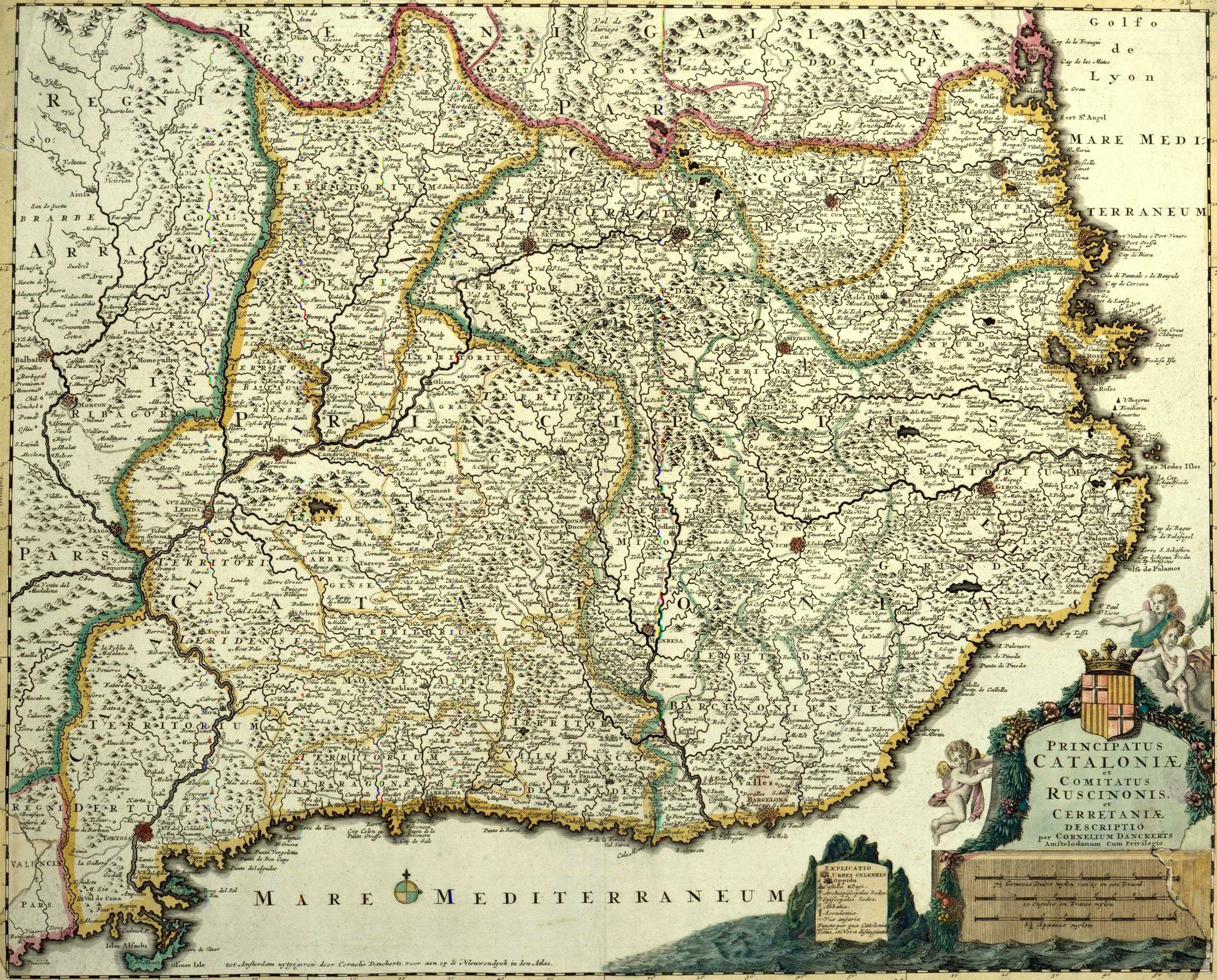
Mapa del Principado de Cataluña de 1696
Durante los siglos y era práctica habitual en los mapas de facturación extranjera atribuir erróneamente el escudo de armas propio de la ciudad de Barcelona al Principado de Cataluña.

El catastro o «Real Catastro» fue un impuesto instituido en diciembre de 1715 por Felipe V de España para el antiguo Principado de Cataluña en aplicación del Decreto de Nueva Planta de Cataluña que había sido aprobado en octubre de 1715 y que no sería promulgado hasta enero de 1716, tras el triunfo borbónico en la península ibérica en la Guerra de Sucesión Española. El catastro seguía el modelo del equivalente del Reino de Valencia y de la única contribución del Reino de Aragón, con los que se hacía realidad la antigua aspiración de la Monarquía de España de hacer tributar al Principado, como al resto de los estados de la Corona de Aragón, al mismo nivel que contribuía la Corona de Castilla. Así el catastro se convirtió en el impuesto principal que pagaba Cataluña, aunque no era el único. A su introducción algunos historiadores la han llamado «Nueva Planta» fiscal.

## Historia
En la Guerra de Sucesión Española el Principado de Cataluña, como el resto de los estados de la Corona de Aragón, apoyó mayoritariamente al Archiduque Carlos, mientras la Corona de Castilla se mantuvo fiel a Felipe de Borbón. Inmediatamente después de la capitulación de Barcelona —el último reducto austracista en la península ibérica— el 12 de septiembre de 1714 fueron abolidas las históricas instituciones del Principado  que fueron sustituidas un año y tres meses más tarde por otras de inspiración castellana mediante el Decreto de Nueva Planta de Cataluña promulgado el 16 de enero de 1716.
Tras la ocupación de Barcelona el Duque de Berwick creó la Superintendencia General que absorbió las funciones y los recursos de las instituciones derogadas de la Diputación General de Cataluña, del Baile General y del Maestre racional. Desde este organismo se gestionaron los nuevos impuestos que inmediatamente se aplicaron a Cataluña, saltándose de facto las Constituciones catalanas. Así se impusieron las «quincenadas», que eran unas cargas tributarias que se habían de pagar cada quince días para sostener al ejército de ocupación, que se sumaban a los alojamientos de tropas en las casas de los pueblos y ciudades que cometían todo tipo de abusos. Asimismo se impusieron las contribuciones del estanco de la sal y la del papel sellado que obligaba a plasmar los contratos comerciales en ese papel oficial y en castellano. «Con razón, el payés Francesc Gelat podía exclamar apesadumbrado en su dietario: Quina cosa és lo rigor de un rey!».
Las nuevas autoridades borbónicas dieron prioridad a la reforma de la Hacienda para modernizar el sistema impositivo y, sobre todo, para obtener una mayor contribución de los Estados de la Corona de Aragón a los gastos de la Monarquía, que en la Corte de Madrid y en la Corona de Castilla en general se pensaba que eran en la práctica unas provincias «exentas». La historiadora catalana Núria Sales ha reconocido que «las contribuciones pagadas al monarca eran pocas. A principios del siglo XVII, los servicios de toda la corona de Aragón al rey sumaban 600 000 ducados, mientras que las rentas provinciales de Castilla solas producían más de 5 000 000... Aunque es verdad que los donativos extraordinarios votados por las Cortes de tanto en tanto cubrían sumas mucho más importantes».
El nuevo impuesto del Catastro fue aprobado en diciembre de 1715, según Melchor de Macanaz, como un «tributo de vasallaje», mediante el cual se conseguiría que «todos reconozcan un superior en la tierra; pues no es otra cosa el tributo que el signo del vasallaje y reconocimiento a la majestad». De su administración se encargó la Superintendencia General que había absorbido las funciones y los recursos de las instituciones históricas catalanas derogadas de la Diputación General de Cataluña, del Batlle General y del Mestre Racional.
El catastro gravaba tres conceptos:
- los bienes inmuebles y las rentas no vinculadas a la actividad profesional como los censos y los censales (catastro real, del que nadie estaba exento, aunque la Iglesia se resistió durante años);[5]
- los ingresos relacionados con la actividad profesional, estando exentos la nobleza, el clero y ciertas profesiones (catastro personal);[6]
- la actividad comercial de los mercaderes, comerciantes, notarios y miembros de los gremios que tuvieran una tienda (catastro ganancial).

Se estableció una cantidad inicial de un millón y medio de pesos anuales pero tuvo que ser rebajada a 1 200 000 en 1717 y a 900 000 en 1718, que sería la cantidad que finalmente se demandó para todo el Principado. Al principio fue recaudado mediante el uso de todo tipo de coacciones, desde la amenaza de los alojamientos de tropas a las detenciones de los morosos, lo que sumado a la represión borbónica contra los austracistas explica el movimiento de los Carrasclets de 1719. Muchos pueblos tuvieron que endeudarse para pagar la cantidad que se les había asignado y cuando se atrasaban en el pago «se les enviaba una partida de tropa, que se instalaba con armas y bagajes, alojada en casa de los morosos, comiendo, bebiendo y requisando hasta que cobraban»,
El establecimiento del catastro levantó protestas en Cataluña porque se consideraba que constituía una contribución excesiva debido a que no era el único impuesto que se pagaba en el Principado, sino que se unía a los alojamientos de tropas (que sumaban unos 300 000 pesos), los derechos de la bolla (que suponía unos 100 000) y otras cargas y rentas (que ascendían a unos 700 000 pesos más). El economista Jerónimo de Ustáriz en su influyente obra Teoría y práctica de comercio y marina publicada en 1724 ya denunció que «no pudiéndola sobrellevar [la contribución excesiva] algunos lugares, se han deteriorado mucho los unos y despoblado enteramente los otros». Y el autor anónimo del Proyecto para establecer el antiguo magistrado de Cataluña exigía el establecimiento de una «única contribución». Las críticas continuaron, como la de Joaquín Aguirre que en 1759 al catastro lo apodaba «catástrofe» y reclamaba la revisión del 

figurado Catastro de Cataluña, donde se sabe no hay regla fixa, que al principio se dispuso de una manera y después han sido de mal en peor, y que están sujetos aquellos vasallos a las determinaciones justas o voluntarias del intendente sin otra apelación que a Dios, y si se diera aquella audiencia la facultad de conocer sus clamores en justicia, se oyeran muchos lamentos, y conteniendo casi lo mismo en los otros tres reinos [de la antigua Corona de Aragón].

## Debate entre historiadores
En teoría, según la historiadora Núria Sales, «en contraste con los sistemas tributarios anteriores basados exclusivamente en la tasación indirecta, y por tanto en la baja imposición sistemática de las clases poseedoras, el catastro, calcado de la taille francesa, era más equitativo y racional. Algunos contemporáneos llegaron a considerarlo uno de los sistemas más progresivos y justos de la Europa de entonces». Sin embargo, los frecuentes abusos y arbitrariedades cometidos en su recaudación proporcionan una imagen bien diferente del de «un impuesto moderado y progresivo que tantos historiadores alaban y al cual algunos llegan a atribuirle el mérito de la modesta prosperidad catalana setecentista. La verdad es que el catastro se convirtió en un "buen impuesto" cuando disminuyó... Su peso efectivo en la víspera de la guerra del Francès ha sido calculado en una tercera parte o menos de lo que era en la década de 1730».
Por su parte Rosa María Capel Martínez y José Cepeda Gómez destacan que el catastro supuso un cambio radical sobre el sistema de impuestos anterior, ya que ahora era «la Corona quien los recibía y será la Corona quien decida en qué y dónde han de gastarse los dineros, mientras que durante la Monarquía de los Austrias revertían en sus propias tierras, para cubrir sus necesidades».
Roberto Fernández hace una valoración globalmente positiva del catastro ya que, según él, «resultó una forma de tributación que Cataluña soportó cada vez mejor y sin merma para su economía, aunque no todos los grupos sociales ni todos los territorios del país experimentaron idénticos efectos en su aplicación… Incluso no resulta exagerado afirmar que el catastro fue más bien beneficioso para el conjunto de la economía al permitir una mayor acumulación de capital a la progresiva distancia entre un cupo inalterable y una riqueza ciudadana en aumento, aunque valga también la afirmación paralela de que lo fue antes para las zonas prósperas que para las menos avanzadas, para las rentas del capital que para las rentas del trabajo, para las ganancias comerciales e industriales que para la riqueza rústica e inmobiliaria. Y tampoco hay que olvidar que por primera vez la nobleza y los eclesiásticos hubieron de pagar por sus propiedades».
En consecuencia, según Fernández, Cataluña en el siglo XVIII vivió «una recaudación de impuestos soportable que benefició a la sociedad catalana a causa de la disminución de la presión fiscal per cápita a lo largo del siglo… En las tres primeras décadas de la centuria, en una época en que la economía catalana se estaba todavía recuperando de los efectos de la guerra sucesoria, sus habitantes hubieron de soportar un mayor peso fiscal respecto a los castellanos, puesto que al nuevo impuesto del catastro… se le sumaron las rentas generales (derechos aduaneros que cobraba la extinta Generalidad), las rentas estancadas que se pagaban en Castilla (monopolios estatales como el tabaco, la sal o el papel sellado) y la bolla… Sin embargo, a partir de los años cuarenta la situación se invirtió y la presión fiscal por individuo descendió, siendo cada vez menor para Cataluña y cada vez menos intensa respecto a la de Castilla, de forma que si tomamos el índice 100 para 1730-1739, se pasó al 52 en el decenio 1770-1779. A esta menor presión fiscal contribuyó el hecho de que el impuesto de reparto que era el catastro experimentara una evidente fosilización merced a la actitud rentista de unos gobiernos que desde el principio de la centuria mantuvieron inalterable su montante: entre 900 000 y 1 000 000 de pesos desde los años veinte hasta principios del siglo XIX. Y ello a pesar del aumento de la población…. Se pasó de 30 reales de vellón per cápita [en 1717] a 16 reales [en 1817]. […] De hecho, la Real Hacienda confió la ampliación de la colecta fiscal en Cataluña a unos impuestos indirectos que, gracias a la bonanza económica del siglo, le permitieron no presionar en asuntos catastrales y no alterar con ello la paz social».
Josep Fontana sostiene una visión completamente opuesta a la de Fernández, y más en consonancia con la de Sales, ya que considera un «tópico» sostener «que el catastro favoreció, por su racionalidad, al desarrollo económico catalán» ya que era fijado de forma arbitraria sin tener en cuenta ninguna estimación previa de la renta de los sujetos al mismo, como correspondía al derecho de conquista, y al que había que sumarle «las exacciones irregulares impuestas localmente por los militares, que no quedaban registradas en las cuentas globales». Respondía al principio de que el rey era «dueño de todas las haziendas del Principado, quedando libre para quemarlas, ararlas o sembrarlas de sal», tal como declaró el presidente del Consejo de Castilla en 1739.